# Diapus
Diapus är ett släkte av skalbaggar. Diapus ingår i familjen vivlar.

## Dottertaxa tillDiapus, i alfabetisk ordning[1]
- Diapus aculeatus
- Diapus albipennis
- Diapus amblylaminatus
- Diapus angustidontus
- Diapus apertus
- Diapus bilunatus
- Diapus bispinus
- Diapus borneensis
- Diapus brochus
- Diapus brownei
- Diapus capillatus
- Diapus capitalis
- Diapus curvidens
- Diapus discolor
- Diapus elongatus
- Diapus formosanus
- Diapus frontalis
- Diapus furtivus
- Diapus gestroi
- Diapus heritierae
- Diapus himalayensis
- Diapus impressus
- Diapus javanus
- Diapus kuperi
- Diapus latespinis
- Diapus longispinus
- Diapus malgassicus
- Diapus minor
- Diapus minutissimus
- Diapus mirus
- Diapus molossus
- Diapus multiporus
- Diapus nanodontus
- Diapus nanus
- Diapus nebulosus
- Diapus obtusicornis
- Diapus oomsis
- Diapus oreogenus
- Diapus papuanus
- Diapus pendleburyi
- Diapus perpygmaeus
- Diapus plumatus
- Diapus puer
- Diapus pusillimus
- Diapus quadrispinatus
- Diapus quadrispinosus
- Diapus quinquespinatus
- Diapus robustus
- Diapus rostratus
- Diapus serratus
- Diapus spathulifer
- Diapus spatulifer
- Diapus spinatus
- Diapus spinifer
- Diapus talurae
- Diapus tonkinensis
- Diapus truncatus
- Diapus turgidus
- Diapus unispineus